# Roman Grzanka
Roman Grzanka (ur. 8 lutego 1903 w Ujma Duża, zm. 27 czerwca 1943 w Pennard k. Swansea) – oficer Wojska Polskiego, kapitan obserwator pilot.

## Życiorys
W 1925 roku rozpoczął naukę w Oficerskiej Szkole Lotnictwa w Grudziądzu, którą ukończył w 1927 roku jako obserwator z 7. lokatą (I promocja).
W stopniu starszego sierżanta podchorążego obserwatora otrzymał przydział do 14 Eskadry Niszczycielskiej 1. pułku lotniczego, w 1927 roku został awansowany na podporucznika. W Centrum Wyszkolenia Oficerów Lotnictwa w Dęblinie przeszedł przeszkolenie w zakresie pilotażu, w 2. pułku lotniczym odbył przeszkolenie myśliwskie. Po jego ukończeniu został przeniesiony do 113. eskadry myśliwskiej 1 pl.
W czasie służby uległ wypadkowi lotniczemu w wyniku którego stracił stopę i pełnił w 1 pl służbę w personelu naziemnym. We wrześniu 1937 roku został przeniesiony do Batalion Szkolnego Lotnictwa, gdzie służył do wybuchu II wojny światowej.
Przedostał się do Francji, przebywał w bazie w Caen. Po kampanii francuskiej został ewakuowany do Wielkiej Brytanii. Wstąpił do RAF, otrzymał numer służbowy P-0191. Pomimo swej niepełnosprawności starał się o przydział do lotnictwa operacyjnego. Uzyskał przydział do dywizjonu 307, gdzie wykonywał loty bojowe.
27 czerwca 1943 roku wystartował z lotniska Fairwood Common do lotu testowego samolotu De Havilland Mosquito II (nr ser. DD644, znaki EW-Y). W locie brał również udział szef mechaników Eskadry A dywizjonu 307 st. sierż. Wacław Oyrzanowski. Po starcie nastąpiła awaria silnika, samolot rozbił się w Fair Acres Farm k. Pennard. Załoga zginęła, zostali pochowani na cmentarzu w Pembrey.